# Beuvillers (Meurthe-et-Moselle)
Beuvillers település Franciaországban, Meurthe-et-Moselle megyében. Lakosainak száma 528 fő (2022. január 1.). Beuvillers Aumetz, Boulange, Audun-le-Roman, Sancy és Serrouville községekkel határos.

## Népesség
A település népességének változása:
| Lakosok száma | 275  | 329  | 307  | 318  | 361  | 399  | 424  | 429  | 471  | 528  |
|               | 1968 | 1982 | 1999 | 2006 | 2011 | 2015 | 2017 | 2018 | 2020 | 2022 |